# Francisco Mejía
Francisco José Mejía (né le 27 octobre 1995 à Baní, Peravia, République dominicaine) est un receveur des Rays de Tampa Bay de la Ligue majeure de baseball.

## Carrière
À l'âge de 17 ans, Francisco Mejía signe pour une somme de 350 000 dollars US son premier contrat professionnel le 2 juillet 2012 avec les Indians de Cleveland.
À l'été 2016, Mejía connaît avec les Hillcats de Lynchburg de la Carolina League une série de 50 matchs consécutifs avec au moins un coup sûr qui est alors la 4e plus longue de l'histoire des ligues mineures et la plus longue depuis les 55 matchs de Román Mejías soixante-deux ans plus tôt, en 1954. Il s'agit de la plus longue série du genre réussie dans le baseball professionnel par un receveur, dépassant les 49 matchs consécutifs de Harry Chozen avec les Bears de Mobile de la Southern Association en 1945,.
À la fin juillet 2016, alors que sa série de matchs de suite avec un coup sûr a dépassé la quarantaine de matchs, Mejía est nommé comme l'un des joueurs que les Indians de Cleveland avaient accepté de céder aux Brewers de Milwaukee à la date limite des échanges pour acquérir le receveur étoile Jonathan Lucroy, mais ce dernier utilise sa clause de non échange pour bloquer le transfert.
Au début 2017, Baseball America classe Mejía au 28e rang de son palmarès annuel des 100 meilleurs espoirs du baseball professionnel.
Il participe aux matchs des étoiles du futur en 2016 et 2017,.
Mejía est nommé meilleure recrue de la saison 2017 en Eastern League, au niveau Double-A des ligues mineures avec les RubberDucks d'Akron. Il fait le saut du Double-A aux Ligues majeures sans jouer au niveau Triple-A.
Francisco Mejía fait ses débuts dans le baseball majeur le 1er septembre 2017 avec les Indians de Cleveland.